# Reichenbächle (Breg)
Reichenbächle je rijeka u Baden-Württembergu u Njemačkoj, desni pritok Brega kod Wolterdingena.